# WorkXPlore 3D
WorkXPlore 3D ist ein Viewer (Dateibetrachter) zum Visualisieren und Analysieren von 3D-CAD-Modellen in Teamarbeit, ohne auf die originale CAD-Anwendung zurückgreifen zu müssen. Entwickelt seit 2008, eine kostenlose Viewer Version und eine Gratis-Testversion sind verfügbar.

## Funktionen
Die Software ist einfach zu verwenden und so ausgelegt, dass auch Nichtexperten im CAD-Bereich alle Arten von 2D-/3D-CAD-Dateien untersuchen können.
Mit WorkXPlore 3D kann der Benutzer Messungen an 3D Geometrien vornehmen und spezielle Analysetools erlauben die Bestimmung von hinterschnittenen Bereichen sowie ebenen Flächen, Materialstärken, Volumen, Flächeninhalte, Gewicht. Auch die Visualisierung dynamischer Schnitte kann erfolgen. 2D-Zeichnungen werden nicht mehr gebraucht, da Bemaßungen für Größe und Geometrie, Anmerkungen und Labels direkt in das 3D-Modell eingefügt werden können.
WorkXPlore 3D erlaubt dem Benutzer, 3D-Teile und Baugruppen Subunternehmern, Kunden und Mitarbeitern unkompliziert zur Verfügung stellen. Dazu ist eine kompakte und reduzierte Anwendung vorhanden, die als ausführbare Datei leicht via Internet versandt werden kann. Der Empfänger kann sich sofort das 3D-Modell anzeigen lassen und damit arbeiten. WorkXPlore 3D kann große 3D-Dateien extrem schnell öffnen und verarbeiten.
WorkXPlore 3D ist in Deutsch, Englisch, Französisch, Spanisch, Portugiesisch, Italienisch, Tschechisch, Japanisch, Chinesisch, Koreanisch und andere Sprachen verfügbar.

## Importierte CAD Formate
WorkXPlore Importierte CAD Formate sind:
- 2D Formate: DXF, DWG, WorkNC 2D kurven, CATIA V5 2D, UG 2D, Pro/E 2D und HPGL
- 3D Formate: STL (Stereolithografie), IGES (Initial Graphics Exchange Specifications – igs, iges), STEP (STandard for the Exchange of Product model data – stp, step), WorkNC 3D (wnc), UGS Parasolid (x_t, xmt_txt, x_b), SolidWorks (Parts, assemblies, drawings & sheet metal -sldprt, sldasm, slddrw), PTC Pro/ENGINEER (prt, asm), CATIA V4 (model, exp, user-def), CATIA V5 (catpart, catproduct, cgr), UGS Unigraphics 3D (prt, asm), CADDS, SolidEdge (prt, asm), ACIS und UNISURF
- CNC Formate: ISO G-code, WorkNC Datei.[1]